# Rumno
Rumno (ukr.  Грімне, Hrimne; hist. Hrumno) – wieś na Ukrainie, w obwodzie lwowskim, w rejonie lwowskim (wcześniej w rejonie gródeckim). W 2025 roku liczyła 1109 mieszkańców.
Rumno leży nad potokiem Gasiska, który jest lewym dopływem rzeki Wereszycy, stanowiącej lewy dopływ Dniestru. Drugi, mniejszy potok Kożuszny, w południowej części Rumna, bezpośrednio zasila wody Dniestru.

## Historia
Wieś Rumno notowana była w dokumentach już w XV wieku. Jej prawdopodobnym założycielem był Stanisław z Chodcza, ówczesny wojewoda ruski oraz starosta kamieniecki i halicki, a późniejszy kasztelan i starosta lwowski, starosta generalny Rusi, hetman polny koronny i marszałek wielki koronny. Ufundował on w 1471 parafię rzymskokatolicką w Rumnie, która należała do najstarszych placówek kościelnych w tych okolicach. Starsza była tylko w Gródku, założona w 1372 roku. Pierwszy drewniany kościół zbudowano w Rumnie w 1618 roku, po czym został on zniszczony przez Tatarów. Odbudowano go w 1620 i służył przez ponad 100 lat. Nowy, większy, powstał w 1732, a kolejny, również drewniany został konsekrowany w 1797, pod wezwaniem św. Katarzyny. Obok stała dzwonnica z trzema dzwonami. Do parafii należały: Horożana Wielka, Horożanka, Nowosiółki, Podwysokie, Ryczychów i Saska. W 1880 w gminie rumniańskiej mieszkało: 780 Polaków (w tym 763 katolików), 1442 Rusinów (Ukraińców), 31 Żydów i 17 Niemców (Austriaków).
W drugiej połowie XIX wieku wieś nabyła hrabiowska rodzina Lanckorońskich, która posiadała te dobra do 1939 roku. Pierwszym dziedzicem z tej rodziny był Karol Antoni hrabia Lanckoroński (1848-1933), potem posiadłość była własnością jego córek: Adelajdy (1903-1980) i Karoliny (1898-2002). Z ich inicjatywy, w latach 1936-1940, obok drewnianego kościoła powstał nowy, murowany. Kończono go już w czasie wojny. Na polecenie władz radzieckich, w 1940 rozebrano kościół drewniany, choć murowany nie był jeszcze ukończony, a gdy ludność polską przymusowo ekspatriowano na mocy tzw. układów republikańskich, w 1953 roku władze poleciły rozebrać i murowaną świątynię.
W II Rzeczypospolitej miejscowość stanowiła początkowo oddzielną gminę wiejską. 1 sierpnia 1934 w ramach reformy na podstawie ustawy scaleniowej została włączona do gminy wiejskiej Komarno w powiecie rudeckim, w województwie lwowskim. W 1921 roku gmina Rumno liczyła 2621 mieszkańców (1345 kobiet i 1276 mężczyzn) i znajdowało się w niej 496 budynków mieszkalnych. 1446 osób deklarowało narodowość rusińską (ukraińską), 1175 – polską. 1478 osób deklarowało przynależność do wyznania greckokatolickiego, 1118 – do rzymskokatolickiego, 24 – do mojżeszowego, 1 – do ewangelickiego. Obszar dworski liczył 45 mieszkańców (23 kobiety i 22 mężczyzn) i obejmował 4 budynki mieszkalne. 26 osób deklarowało narodowość polską, 19 – rusińską (ukraińską). 25 osób deklarowało przynależność do wyznania rzymskokatolickiego, 20 – do greckokatolickiego. W 1937 w Rumnie mieszkało 1145 Polaków, a rzymskokatolicka parafia liczyła 1252 wiernych.
Podczas II wojny światowej, w pierwszych dniach czerwca 1944 roku nacjonaliści ukraińscy z Ukraińskiej Powstańczej Armii zamordowali w Rumnie 40 Polaków. 17 września 1994 roku dzięki staraniom ks. Tadeusza Patera, któremu – wraz z rodziną – udało się przeżyć ten pogrom, na zbiorowej mogile pomordowanych w Rumnie stanął pomnik w formie krzyża. Natomiast w 60-tą rocznicę zbrodni rumnieńskiej, w Przemyślu, dnia 4 czerwca 2004 roku odbyła się sesja naukowa, poświęcona tym tragicznym wydarzeniom, po której w kościele św. Trójcy odprawiona została uroczysta msza święta, koncelebrowana pod przewodnictwem ks. abp. Ignacego Tokarczuka. Po jej zakończeniu nastąpiło wmurowanie urny z ziemią z mogiły pomordowanych Polaków w Rumnie i odsłonięcie pamiątkowych tablic. Następnego dnia, tj. 5 czerwca, tę tragedię upamiętniono w Rumnie odprawieniem mszy św. przy krzyżu z udziałem miejscowej ludności. Obchody 65. rocznicy zamordowania Polaków w Rumnie, współorganizowane przez Światowy Kongres Kresowian odbywały się 12 czerwca 2009 roku w Przemyślu (pod honorowym patronatem metropolity przemyskiego abp. Józefa Michalika, prezydenta Przemyśla i starosty przemyskiego) oraz 13 czerwca 2009 roku w Rumnie (pod honorowym patronatem Konsula Generalnego RP we Lwowie). Część polskich mieszkańców Rumna została przesiedlona do Słokowa koło Prudnika w 1945.

## Urodzeni w Rumnie
- Janusz Dżugay (1891–1947) – podpułkownik dyplomowany piechoty Wojska Polskiego, działacz niepodległościowy, kawaler Orderu Virtuti Militari
- Stanisława Paleolog – działaczka niepodległościowa, podpułkownik Wojska Polskiego, komisarz Policji Państwowej
- Adam Paleolog – major obserwator Wojska Polskiego
- Józef Pater – ksiądz, historyk dziejów Kościoła
- Tadeusz Pater - ksiądz salezjanin, działacz kresowy, inicjator upamiętnień Polaków pomordowanych przez OUN-UPA w Rumnie[11].